# Cymothoe hesiodina
Cymothoe hesiodina, là một loài bướm thuộc họ Nymphalidae. Loài này phân bố ở Nigeria và Cameroon. Môi trường sống của loài là rừng.